# Gomphrena humifusa
Gomphrena humifusa là loài thực vật có hoa thuộc họ Dền. Loài này được J.Palmer mô tả khoa học đầu tiên năm 1998.